# Shūr Mast
Shūr Mast (persiska: شور مست) är en ort i Iran.   Den ligger i provinsen Mazandaran, i den norra delen av landet, 150 km öster om huvudstaden Teheran. Shūr Mast ligger 649 meter över havet och antalet invånare är 187.
Terrängen runt Shūr Mast är kuperad norrut, men söderut är den bergig. Shūr Mast ligger nere i en dal.Runt Shūr Mast är det ganska glesbefolkat, med 34 invånare per kvadratkilometer. Närmaste större samhälle är Pol-e Sefīd, 3,2 km norr om Shūr Mast. I omgivningarna runt Shūr Mast växer i huvudsak blandskog.